# Kadaranahalli, Gauribidanur
Kadaranahalli là một làng thuộc tehsil Gauribidanur, huyện Chikkaballapur, bang Karnataka, Ấn Độ.